# Terataner scotti
Terataner scotti är en myrart som först beskrevs av Auguste-Henri Forel 1912.  Terataner scotti ingår i släktet Terataner och familjen myror. Inga underarter finns listade i Catalogue of Life.

## Bildgalleri

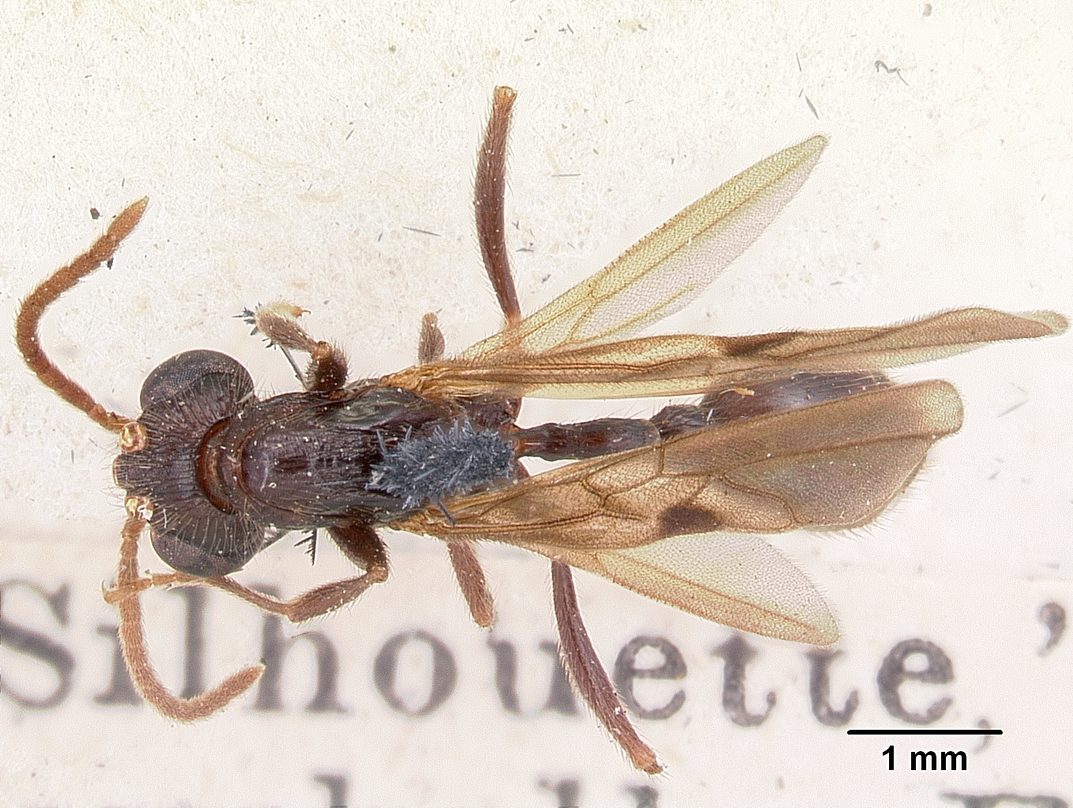
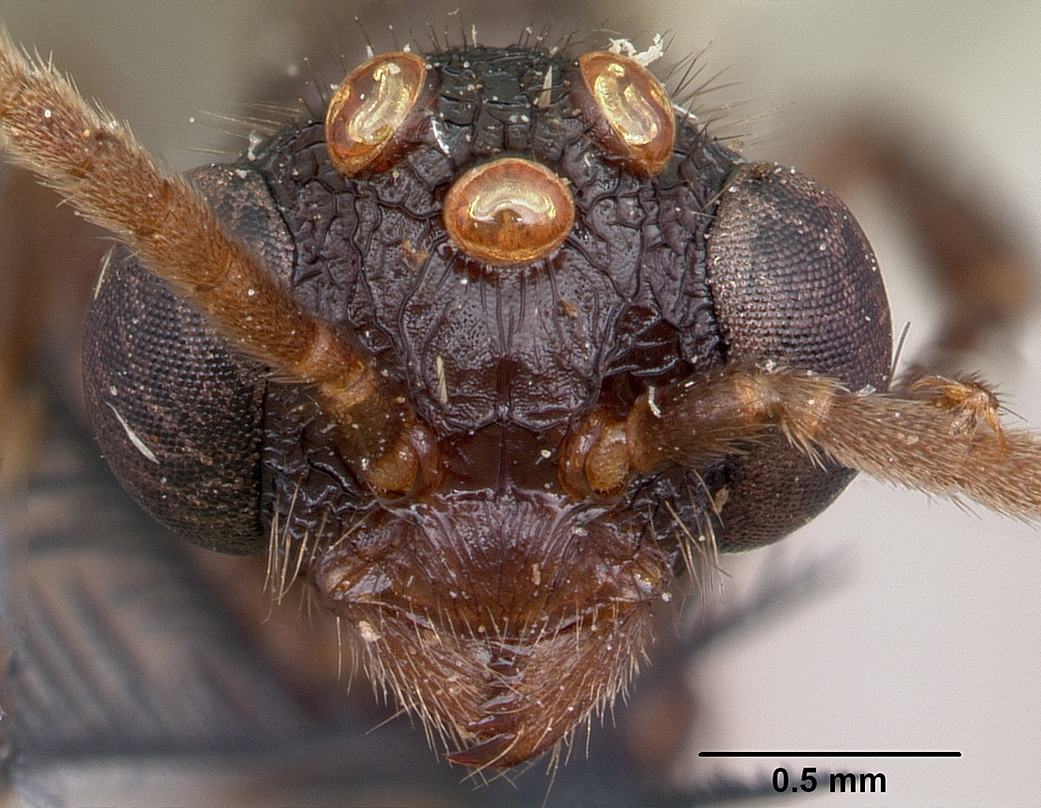
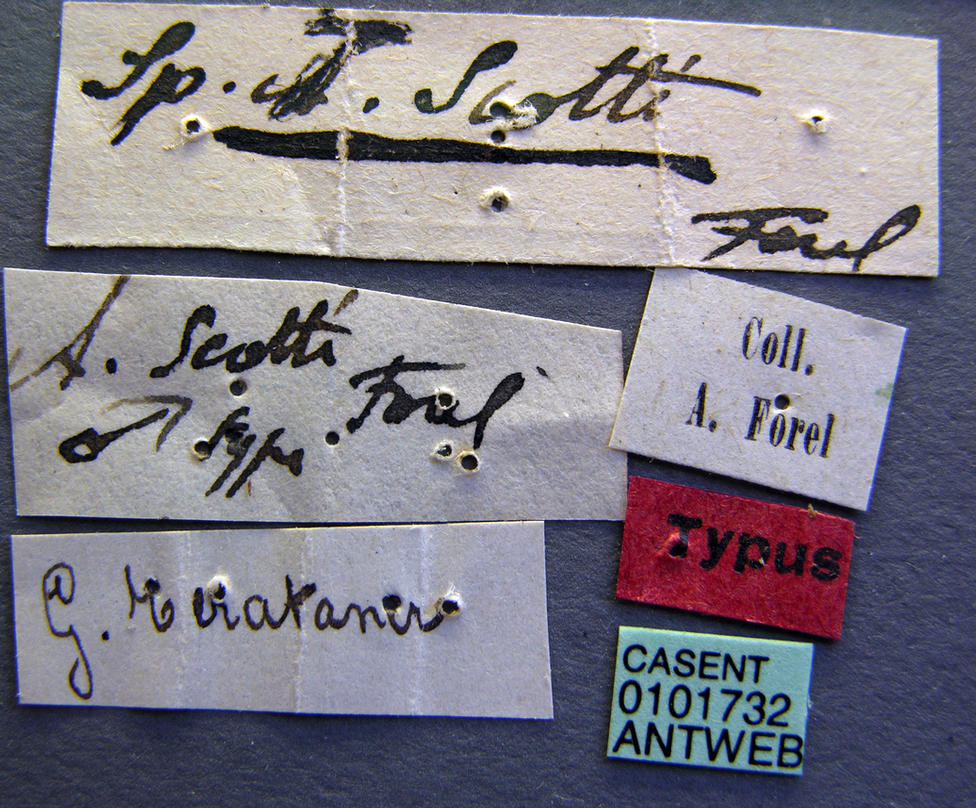
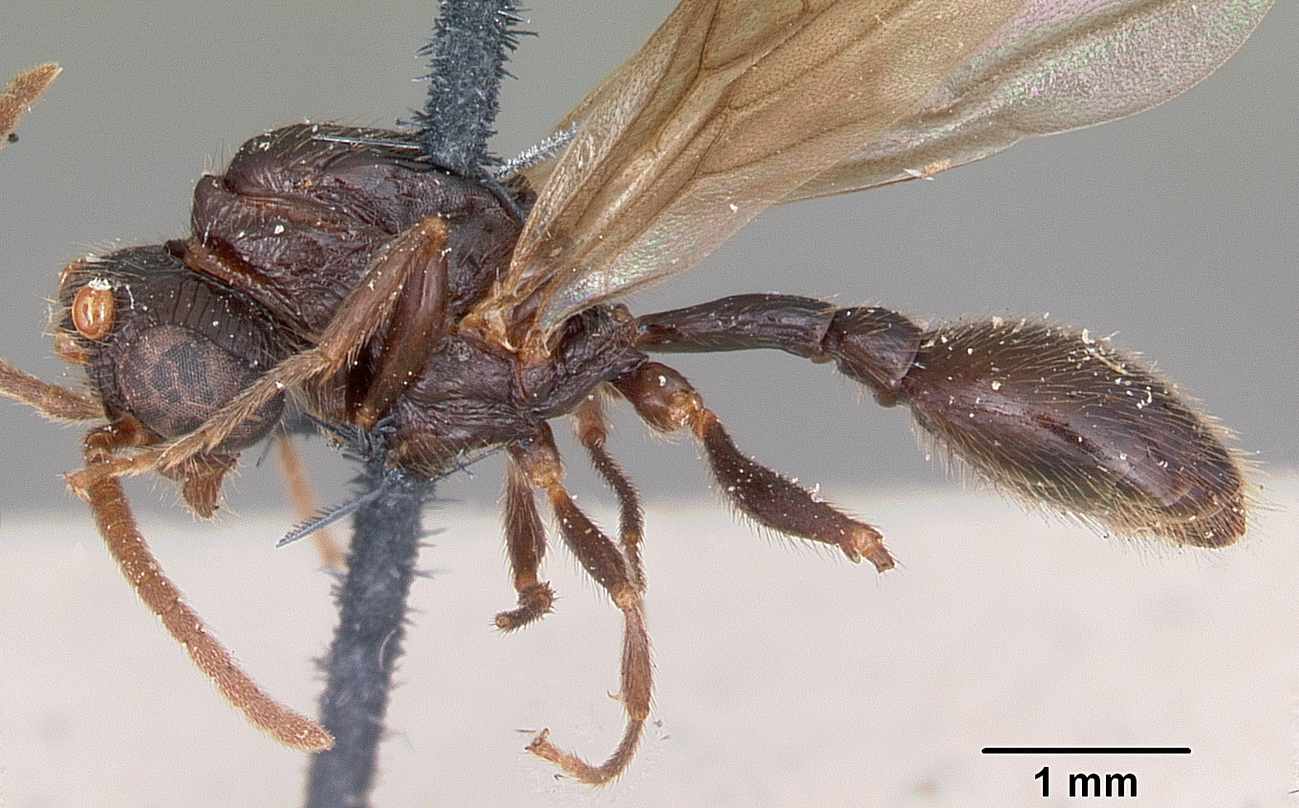
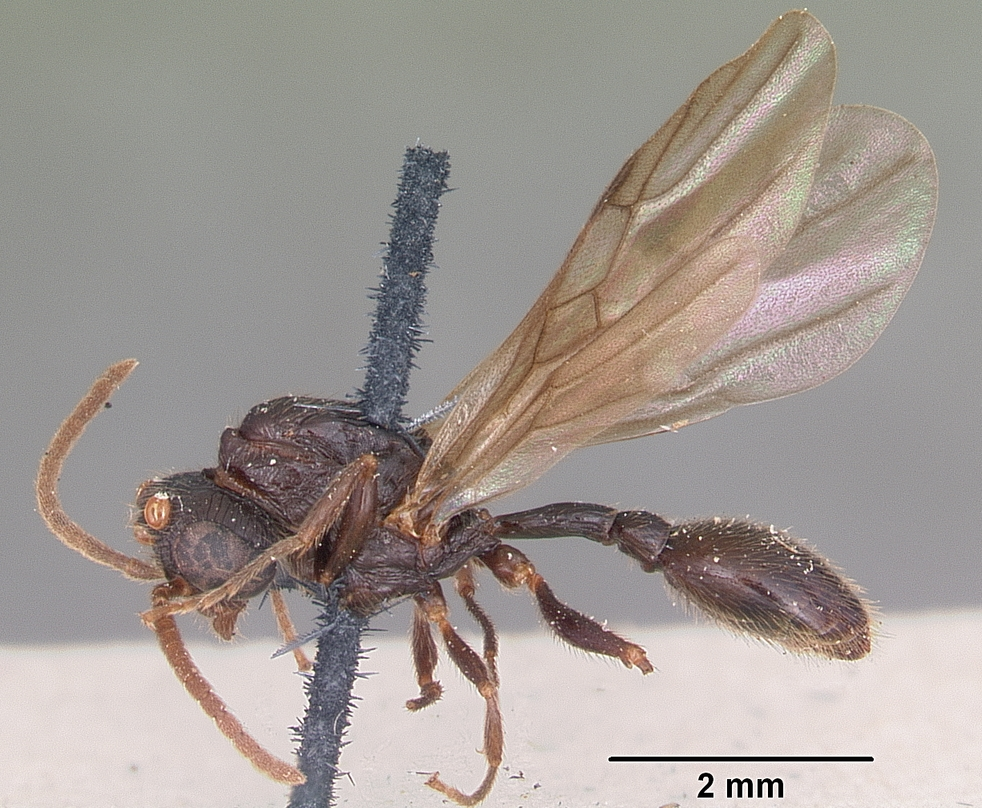
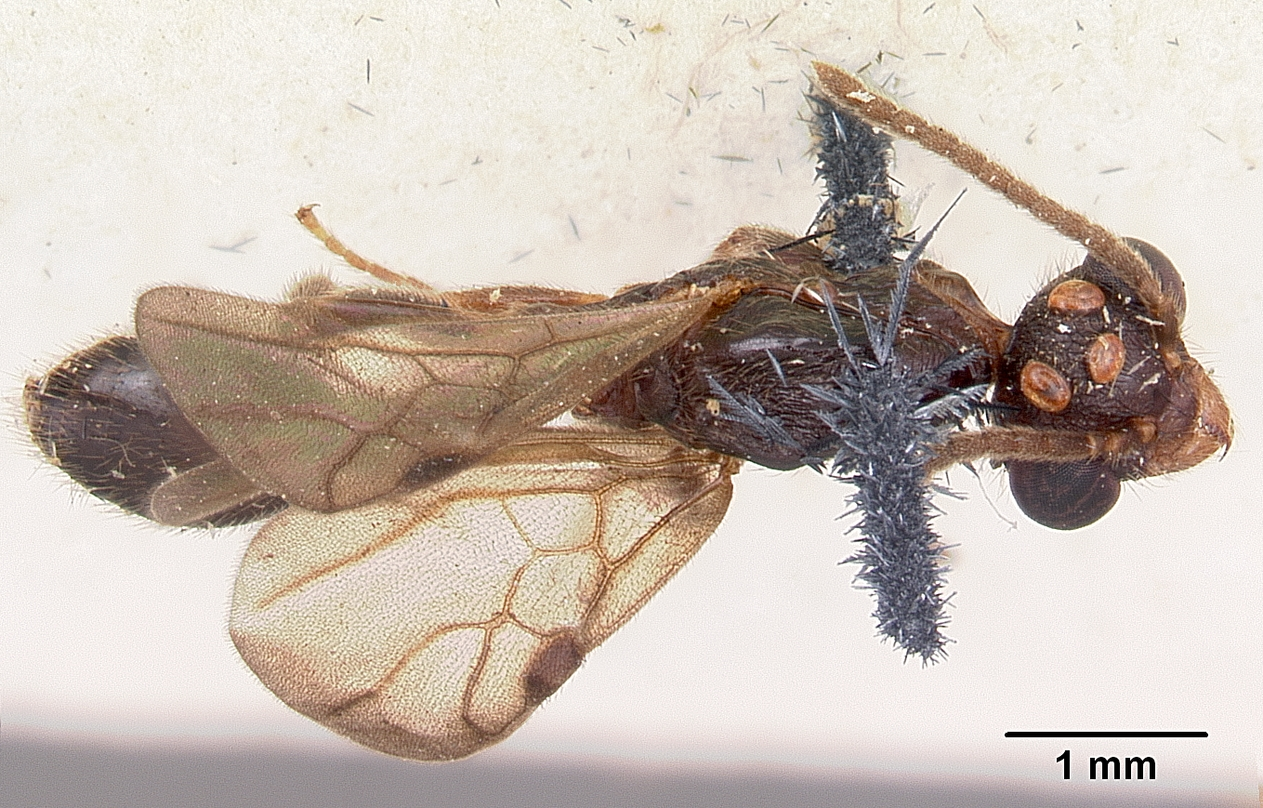